# Joseph Thomson (explorador)
Joseph Thomson (Penpont, Dumfriesshire, 14 de febrero de 1858 - Londres, 2 de agosto de 1895) fue un geólogo y explorador escocés que desempeñó un papel importante en el reparto de África. Sobresaliente como explorador más que científico preciso, evitó en sus expediciones las confrontaciones con porteadores o con los pueblos indígenas, sin matar a ningún nativo ni perder a ninguno de sus hombres por violencia. Su lema se cita a menudo como «El que va con cuidado, va seguro; el que va seguro, va lejos».La gacela de Thomson y las cataratas de Thomson, cerca de la localidad tanzana de Nyahururu, honran su memoria.

## Biografía

### Primeros años
Thomson trabajó como aprendiz en el negocio de albañilería y cantería de su padre. Desarrolló un gran interés como aficionado por la geología y la botánica, lo que finalmente le llevó a emprender una educación formal en la Universidad de Edimburgo, estudiando con Archibald Geikie y Thomas Henry Huxley.

### Expediciones para la Royal Geographical Society
Al graduarse en 1878, fue contratado como geólogo y naturalista en la expedición de la Royal Geographical Society de Alexander Keith Johnston para establecer una ruta desde Dar es Salaam (hoy Tanzania) hasta el lago Nyasa y el lago Tanganica. Johnston murió durante el viaje, quedando Thomson como líder de la expedición, dirigiendo con éxito la travesía de catorce meses y más de cinco mil kilómetros, recolectando especímenes y registrando muchas observaciones. Entre los miembros de la expedición iba James Chuma, quien también había trabajado y ayudado al explorador escocés Livingstone.
En 1883, se embarcó en otra expedición de la Royal Geographical Society, esta vez para explorar una ruta desde la costa este de África hasta la costa norte del lago Victoria. Los comerciantes del Imperio británico querían una ruta que evitara a los potencialmente hostiles masáis y a los comerciantes alemanes que competían en el área. La expedición partió unos meses después que la expedición alemana rival de Gustav A. Fischer. El liderazgo de Thomson fue nuevamente un éxito, demostrando la viabilidad de la ruta y realizando muchas observaciones biológicas, geológicas y etnográficas importantes, aunque el intento de Thomson de escalar el monte Kilimanjaro en un día fracasó. En el viaje de regreso, Thomson fue corneado por un búfalo africano y posteriormente sufrió malaria y disentería. A Thomson se le atribuye la confirmación del informe de Krapf de 1849 sobre la existencia de nieve en el monte Kenia. Los masái hostiles le impidieron hacer un intento de coronar la montaña. Sin embargo, es conmemorado en esa montaña por la punta Thomson (4955 m) y Thomson's Flake.
Se recuperó a tiempo para dar cuenta de sus experiencias en una reunión de la Royal Geographical Society celebrada en noviembre de 1884, que le concedió su Medalla del Fundador al año siguiente. Su libro Through Masai Land apareció en enero de 1885 y fue un éxito de ventas. Uno de los primeros en leerlo fue el joven Henry Rider Haggard. Con su imaginación disparada por la expedición de Thomson, Haggard rápidamente escribió un libro propio, Las minas del rey Salomón (King Solomon's Mines) y otras novelas bien recibidas, como She: A History of Adventure (1886), que ampliaba las aventuras de los personajes principales de Las minas del rey Salomón. Cuando Thompson leyó ese libro (She), sintió que no representaba bien a las tierras africanas en las que se basaba, y se puso a escribir él mismo una novela basada en sus propias experiencias en la región de África Oriental, expuestas en su libro Through Masailand (1885) [A través de la tierra de los masai]. Llamó a esa novela Ulu: an African Romance [Ulu: una novela africana]. Fue lo suficientemente exitosa como para exigir una secuela, que escribió con E. Harrison Smith como Ulu: an African Romance volume II (1888) [Ulu: una novela africana volumen II].

### Otros viajes
En 1885, la Compañía Nacional Africana contrató a Thomson para prevenir y obstaculizar la influencia alemana en las cercanías del río Níger, pero al año siguiente regresó al Reino Unido para dar una conferencia, desilusionado porque no existían más oportunidades para la exploración a gran escala en el río continente. Se sintió descontento con su vida en el Reino Unido y luchó por identificar nuevas oportunidades de exploración. Una modesta expedición a las montañas del Atlas de Marruecos se vio empañada por problemas con los porteadores y dificultades políticas locales. Pasó un mes en 1889 viajando por Europa central con el autor en ciernes J. M. Barrie.

### Exploraciones para la Compañía Británica de Sudáfrica
En 1890, Cecil Rhodes empleó a Thomson para explorar el norte del Zambeze, concluir tratados y obtener concesiones mineras de los jefes tribales en nombre de su British South Africa Company, que había sido autorizada por el gobierno británico para reclamar el territorio conocido como Zambezia (más tarde Rodesia, los actuales Zimbabue y Zambia) llegando al norte hasta los Grandes Lagos africanos. Aunque realizó una serie de importantes tratados en el viaje, una epidemia de viruela en el país intermedio impidió a Thomson alcanzar el objetivo final, que era encontrarse con Alfred Sharpe en la corte de Msiri, rey de Yeke (Katanga), y ayudar a Sharpe a incorporar el país rico en minerales a Zambezia mediante un tratado. El papel de Thomson era llevarle suministros de tela, pólvora y otros obsequios con los que impresionar a Msiri. Sin estos, Sharpe fue rechazado, y un año después, la Expedición Stairs dirigida por el capitán William Stairs, creyéndose en una carrera con otro intento de Thomson de llegar a Katanga, mató a Msiri y tomó Katanga para el rey Leopoldo II de Bélgica. Sin que la Expedición Stairs lo supiera, en ese momento el gobierno británico le había ordenado a Thomson que no fuera.

### Últimos años
La salud de Thomson se había deteriorado debido a la cistitis, la esquistosomiasis y la pielonefritis. En 1892 contrajo una neumonía y, buscando el clima adecuado para recuperarse, pasó un tiempo en Inglaterra, Sudáfrica, Italia y Francia. Murió en Londres en 1895, a la edad de solamente 37 años.

## Obras de Thomson
- Obras de no ficción: 
  - 1881: To the Central African Lakes and and Back - the East Central African Expedition 1878-80 (2 vols.) [A los lagos de África Central y de regreso: la expedición de África Central Oriental 1878-1880].
  - 1885: Through Masai Land (1885)
  - «Through Masai Land – A Journey of Exploration Among the Snowclad Volcanic Mountains and Strange Tribes of Eastern Equatorial Africa» (enlace roto disponible en este archivo). (1885, revisada en 1887) [A través de la tierra de los masais: un viaje de exploración entre las montañas volcánicas nevadas y las extrañas tribus del África oriental ecuatorial: la expedición al monte Kenia y al lago Victoria Nyanza, 1883-1884]
  - 1889: Travels in the Atlas and Southern Morocco [Los viajes en el Atlas y Marruecos meridional].
  - 1890: Mungo Park and the Niger [Mungo Park y el Níger].

- Novela:
  - Ulu: an African Romance (en colaboración con Miss Harris-Smith) (1888)

## Taxones nombrados en su honor
Entre los taxones nombrados en honor a Joseph Thomson destacan:
- Gacela africana, Eudorcas thomsonii,  conocida como gacela de Thomson.[8]
- Caracol de agua dulce Limnotrochus thomsoni (E. A. Smith, 1880.[9]).
- Caracol terrestre Achatina thomsoni (E. A. Smith, 1880[9]) es un sinónimo de Achatina spekei Dohrn.[10]
- bivalvo de agua dulce Unio thomsoni E. A. Smith, 1880[9]) es un sinónimo de Grandideriera burtoni (Woodward, 1859).[10]